# Giampaolo Piaceri
Giampaolo Piaceri (Camaiore, 28 agosto 1939) è un allenatore di calcio ed ex calciatore italiano, di ruolo attaccante.

## Carriera
In carriera ha disputato cinque campionati di Serie A con le maglie di Torino, Genoa, Lazio e Pisa, per complessive 85 presenze e 13 reti.
Ha inoltre totalizzato 157 presenze e 39 reti in Serie B nelle file di Cagliari, Trani, Potenza e Pisa. Nella stagione 1967-1968 con 14 reti realizzate (giungendo terzo nella classifica marcatori) ha contribuito alla prima storica promozione del Pisa in massima serie. Nel 1971 dal Pisa passa al Viareggio dove da vita a due belle annate formando con Dario Cavallito una bella coppia d'attacco.  
Chiude la carriera giocando nel Camaiore (in serie D), squadra della sua città, nel 1973-1974.

## Palmarès

### Club

#### Competizioni internazionali
- Coppa dell'Amicizia: 1

Genoa: 1963
- Coppa delle Alpi: 1

Genoa: 1964